# 朱安洛
遂平康穆王朱安洛（1469年7月16日—1545年5月10日），號南極，明朝周藩第四代遂平王，遂平恭安王朱同鐎的庶長子，母夫人李氏。

## 生平
成化五年六月八日（1469年7月16日）生。成化十二年（1476年）五月，獲賜名安洛。朱安洛初封鎮國將軍。弘治四年九月二十一日（1491年10月23日），襲封遂平王。嘉靖十九年（1540年），周世孫朱朝堈奏稱，朱安洛年七十有二，賢德可稱，請照例存問。明世宗遂下詔遣官賜敕獎之。
嘉靖二十四年三月三十日（1545年5月10日），朱安洛去世，享年七十七歲，諡號康穆。庶長子鎮國將軍朱睦檗先卒，朱睦檗之子朱勤𬋞在兩年後襲爵。

## 家庭

### 妻
- 妃游氏（1468年－1516年），開封府杞縣青陵保游本長女，成化二十年（1484年）冊為鎮國將軍夫人，弘治四年（1491年）冊為遂平王妃[5]
- 繼妃李氏，生朱睦𣖵、朱睦桭[1]

### 妾
- 李氏，生朱睦檗、朱睦桾
- 馬氏，生朱睦柔
- 徐氏，生朱睦𣙋
- 劉氏，生朱睦杽[1]

### 子
- 庶長子：鎮國將軍→遂平端靖王（追封）朱睦檗
- 鎮國將軍朱睦柔，夫人王氏
- 鎮國將軍朱睦桾，夫人樊氏
- 鎮國將軍朱睦𣙋，夫人王氏
- 鎮國將軍朱睦𣖵，夫人萬氏
- 鎮國將軍朱睦桭，夫人陳氏
- 鎮國將軍朱睦杽，夫人李氏[1]

### 女
- 晉寧縣主，儀賓張鳳
- 滕縣縣主，儀賓劉堯
- 丘縣縣主，儀賓王淇
- 冠縣縣主，儀賓劉佩
- 費縣縣主，儀賓邵璟
- 息縣縣主，儀賓何永禎
- 恩縣縣主，儀賓魏珂
- 范縣縣主，儀賓司宗義
- 霍丘縣主，儀賓郝守中
- 句容縣主，儀賓宋守舉
- 瀧水縣主，儀賓徐珂
- 廣邑縣主，儀賓張金
- 蒙城縣主，儀賓戚希禹[1]

## 墓葬
嘉靖二十五年二月十五日（1546年3月16日），朱安洛葬于河南開封府鄭州海潭寺之原（今河南省鄭州市）。1960年前後，朱安洛的壙誌在鄭州市郊出土。

[誌蓋]

朙遂平康穆王南極妃游氏合葬壙志銘

[誌文]

　明周藩遂平康穆王南極妃游氏合葬壙誌銘

　　　　　　奉　　　　　議　　　　大　　　　夫

　周　府　　左　長　史　前　中　書　舍　人　陳　留　　　　　　劉元嗣撰文

　正德丙子三月初四日，周府遂平王妃游氏薨。訃　聞，上暨

皇太后遣中宫官　諭祭，　命有司卜地於鄭州海潭寺之原，建塋如制。葬以本年十二月十

　五日也。後二十年，為嘉靖乙巳三月三十日，王薨。訃　聞，上嗟惋，輟視朝一日，暨

　東宫、親王、大臣，遣行人張承叙　諭祭稽行，　賜謚曰康穆，命有司給費開壙。卜以丙午二

　月望日壬寅，啓妃壙而合葬焉。謹按　王牒：王諱安洛，别號南極，

太祖高皇帝五代孫也。盖　帝生周定王。王生子行十者，封遂平王，謚曰悼恭。悼恭生榮靖王。

　榮靖生恭安王。王寔恭安之長子也。母夫人李氏。王生而姿貌清脩，素性簡静毅直，動遵

祖訓。凡　詔勑表箋，與夫　廟祀、藩府迎送諸儀，率以身先之。每出，必命以儀仗導駕，雖盛暑

　亦必以幃帳障乘輿，人罕見其面。或見之者，必曰：此真王者氣象也。其飲食起居，恒有節度，

　每侵晨，必出門驗放肉菜之入。竟日默坐，不妄通俗客。藩中諸王，常敦請宴會，皆樂聞其言

　論英發，援古證今之說。及年既長，諸王尤加敬畏。凡有舉奏，皆請决而行。故多獲

　俞允。嘉靖庚子夏四月八日，荷蒙

今上皇帝以高年　勑諭存問。而王之賢譽彌彰，中外咸稱焉。妃本杞縣民本之女也，蚤以端

　莊貞順被選。事上逮下，咸有儀度，故能得王之和敬無間言。王以弘治辛亥九月廿一日奉

　御書賜名，以辛亥九月廿一日受冊封襲為王，禄千石。距生以成化己丑六月八日，壽七十

　有七。妃受冊封與王同日，距生以成化戊子七月廿四日，壽止四十有九。子七，皆封為鎮國

　將軍，配皆封夫人。長睦檗，李出，配王氏。次睦柔，馬出，配王氏。三睦桾，李出，配樊氏。四睦𣙋，徐

　出，配王氏。五睦𣖵，配萬氏。六睦桭，配陳氏。𣖵、桭，俱継妃李氏出也。七睦杽，劉出，配李氏。女十三，

　皆封縣主，壻皆授亞中大夫、宗人府儀賓。長晉寧，適張鳳。次滕縣，適劉堯。丘縣，適王淇。冠縣，

　適劉佩。費縣，適邵璟。息縣，適何永禎。恩縣，適魏珂。范縣，適司宗義。霍丘，適郝守中。句容，適宋

　守舉。瀧水，適徐珂。廣邑，適張金。蒙城，適戚希禹。孫男六，皆封輔國將軍，配皆封夫人。勤𬋞，配

　吕氏，継張氏。勤𤑉，配張氏。皆檗支也。今以檗卒，而𬋞則當繼

　祖襲封者。勤塼，配傅氏。勤爏，配白氏。皆柔支也。又七人者，桾之支也；二人者，𣙋之支也。曾孫

　男二十有二人，有名者朝墦、朝堉、朝𡑞、朝𭏬、朝塕，餘皆未名。孫女九人，皆封郡君，壻皆授朝

　列大夫、宗人府儀賓。涿州，適楊養民。濱隸，適徐時熙。梨州，適張大元。餘皆未封。　嗚呼！

　王之與妃，　貴賢得配。　蚤沐

恩封，享有爵禄。　家室是宜，　子孫众多。　富貴壽考，　克全始終。　宗藩族属，　鮮有克儷。

　王之長孫遣使至邑，属余為誌而銘焉。于是，抆泪而為之銘。　銘曰：　厥超胄秀，　以榮以

　壽。　存問於前，　美謚於後。　優游冕服，　太平寔候。　欎欎陵寢，　河岳悠悠。　神遊

　天地，　嗣續千秋。　　　　　　　　　　　　　　　　　　　　　　　鐫字：周朝相。